# سیارک ۲۴۲۳۹
سیارک ۲۴۲۳۹ (به انگلیسی: 24239 Paulinehiga، نامگذاری:1999XX97) بیست و چهار هزار و دویست و سی و نهمین سیارک کشف شده‌است که در ۷ دسامبر ۱۹۹۹ کشف شد.
قدر مطلق سیارک برابر ۸.۱ است.